# 马志勇
馬志勇（1966年9月—），男，漢族，吉林東豐人。中华人民共和国政治人物。畢業於吉林大學研究生院哲學專業，研究生哲學碩士學歷。1989年1月參加工作，1988年6月加入中國共產黨。

## 生平
取得碩士學歷後任職於哈爾濱市人民政府。2000年8月，獲拔擢為黑龍江省人事廳副廳長。2004年10月，任雞西市委副書記。2011年1月，轉任中共黑龍江省委黨校副校長。2015年，成為七台河市委副書記、市長。2016年，獲選為七台河市委書記，並兼任同市人大常委會主任。2018年2月，擔任牡丹江市委書記。
2020年6月，马志勇调离牡丹江，转任黑龍江省人大常委會副秘書長。2022年，任黑龙江省总工会党组书记、副主席。2024年2月，转任中共哈尔滨市委副书记。